# Llista de reis de Jaffna
La següent és una llista de reis del regne de Jaffna des del 1215 amb la invasió de Kalinga Magha a la conquesta portuguesa del Regne de Jaffna sota Cankili II el 1619.

## Casa de Kalinga (Índia) (1215–1255)
| Retrat | Nom           | Naixement | Mort | Rei des de | Rei fins a | Relació amb Predecessor(s) |
| ------ | ------------- | --------- | ---- | ---------- | ---------- | --- |
|        | Kalinga Magha | -         | -    | 1215       | 1255       | Suposat príncep de Kalinga. Els parents de Kalinga Magha de Ramanathapuram van administrar el famós Temple de Ramanathaswamy a Tamil Nadu. |

## Tambralinga (1255–1262)
| Retrat | Nom            | Naixement | Mort | Rei des de | Rei fins a | Relació amb Predecessor(s) |
| ------ | -------------- | --------- | ---- | ---------- | ---------- | -------------------------- |
|        | Chandrabhanu   | -         | 1270 | 1255       | 1263       | Invasor                    |
|        | Savakanmaindan | -         |      | 1263       | 1278       | Fill de Chandrabhanu       |

## Dinastia Aryacakravarti (1262–1450)
| Retrat | Nom                        | Naixement | Mort | Rei des de | Rei fins a | Relació amb Predecessor(s)            |
| ------ | -------------------------- | --------- | ---- | ---------- | ---------- | ------------------------------------- |
|        | Kulasekara Cinkaiariyan    | -         | 1284 | 1278       | 1284       | Fill de Cekaracacekaran I             |
|        | Kulotunga Cinkaiariyan     | -         | -    | 1284       | 1292       | Fill de Kulasekara Pararacacekaran I  |
|        | Vickrama Cinkaiariyan      | -         | -    | 1292       | 1302       | Fill de Kulottunga Cekaracacekaran II |
|        | Varodaya Cinkaiariyan      | -         | 1325 | 1302       | 1325       | Fill de Vikkrama Pararacacekaran II   |
|        | Martanda Cinkaiariyan      | -         | 1348 | 1325       | 1348       | Fill de Varotaya Cekaracacekaran III  |
|        | Gunabhooshana Cinkaiariyan | -         | -    | 1347       | 1371       | Fill de Marttanta Pararacacekaran III |
|        | Virodaya Cinkaiariyan      | -         | -    | 1371       | 1380       | Fill de Kunapusana Cekaracacekaran IV |
|        | Jeyaveera Cinkaiariyan     | -         | 1410 | 1380       | 1410       | Fill de Virotaya Pararacacekaran IV   |
|        | Gunaveera Cinkaiariyan     | -         | -    | 1410       | 1440       | Fill de Jeyavira Cekaracacekaran V    |
|        | Kanakasooriya Cinkaiariyan | -         | 1478 | 1440       | 1450       | Fill de Kunavira Pararacacekaran V    |

## Casa de Siri Sanga Bo (1450–1467)
| Retrat | Nom                                       | Naixement | Mort | Rei des de | Rei fins a | Relació amb Predecessor(s) |
| ------ | ----------------------------------------- | --------- | ---- | ---------- | ---------- | -------------------------- |
|        | Bhuvanekabahu VI (àlies Sapumal Kumaraya) | -         | 1480 | 1450       | 1467       |                            |

## Dinastia Aryacakravarti (restaurada) (1467–1619)
| Retrat | Nom                                    | Naixement | Mort | Rei des de | Rei fins a | Relació amb Predecessor(s)                                                                  |
| ------ | -------------------------------------- | --------- | ---- | ---------- | ---------- | ------------------------------------------------------------------------------------------- |
|        | Kanakasooriya Cinkaiariyan (restaurat) | -         | 1478 | 1467       | 1478       |                                                                                             |
|        | Singai Pararasasegaram                 | -         | 1519 | 1478       | 1519       | Fill de Cekaracacekaran V                                                                   |
|        | Cankili I                              | -         | 1565 | 1519       | 1561       | Fill de Singai Pararacacekaran VI                                                           |
|        | Puviraja Pandaram                      | -         | 1591 | 1561       | 1565       | Fill de Cekaracacekaran VI                                                                  |
|        | Kasi Nayinar Pararacacekaran           | -         | 1570 | 1565       | 1570       |                                                                                             |
|        | Periyapillai                           | -         | 1582 | 1565       | 1582       |                                                                                             |
|        | Puviraja Pandaram (restaurat)          | -         | 1591 | 1582       | 1591       |                                                                                             |
|        | Ethirimana Cinkam                      | -         | 1617 | 1591       | 1617       | Fill de Pararacacekaran VII                                                                 |
|        | Cankili II                             | -         | 1619 | 1617       | 1619       | Nebot de Pararacacekaran VIII, net de Pararacacekaran VII, fill/nét de Cekaracacekaran VIII |

## Imperi portuguès (1619-1624)
| Retrat | Nom             | Naixement | Mort | Rei des de | Rei fins a | Relació amb Predecessor(s) |
| ------ | --------------- | --------- | ---- | ---------- | ---------- | -------------------------- |
|        | Don Constantino | -         | -    | 1619       | 1624       |                            |